# Saison 2017-2018 du Stade lavallois Mayenne Football Club
 (février 2024).
Chronologie
Saison précédente Saison suivante
La saison 2017-2018 du Stade lavallois est la 116e saison de l'histoire du club. Les Mayennais sont engagés dans trois compétitions : le National 1, la Coupe de France, et la Coupe de la Ligue.

## Effectif et encadrement

### Transferts
| Nom                  | Nationalité         | Poste     | Transfert          | Provenance/Destination      | Division                           |
| -------------------- | ------------------- | --------- | ------------------ | --------------------------- | ---------------------------------- |
| Arrivées             |                     |           |                    |                             |                                    |
| Alioune Ba           | France              | Défenseur |                    | US Quevilly-Rouen           | National (D3)                      |
| Bira Dembélé         | France              | Défenseur |                    | Barnet FC                   | League Two (D4)                    |
| Anthony Scaramozzino | France              | Défenseur |                    | RC Lens                     | Ligue 2 (D2)                       |
| Diaguely Dabo        | France              | Milieu    |                    | SA Épinal                   | National (D3)                      |
| Dominique Pandor     | France              | Milieu    |                    | CA Bastia                   | National (D3)                      |
| Pape Macou Sarr      | France              | Milieu    |                    | FK DAC 1904 Dunajská Streda | Fortuna Liga (D1)                  |
| Olivier Ebuya        | France              | Attaquant |                    | AS Béziers                  | National (D3)                      |
| Elton                | Brésil              | Attaquant |                    | Serra Macaense FC           | Campeonato Carioca - Serie B1 (D6) |
| Seydou Koné          | Côte d'Ivoire       | Attaquant | Retour de prêt     | CA Bastia                   | National (D3)                      |
| Charly Pereira Lage  | France              | Attaquant |                    | Pau FC                      | National (D3)                      |
| Alexy Bosetti        | France              | Attaquant |                    | OGC Nice                    | Ligue 1 (D1)                       |
| Départs              |                     |           |                    |                             |                                    |
| Lionel Cappone       | France              | Gardien   | Fin de contrat     | Joueur libre                | -                                  |
| Guillaume Lesec      | France              | Gardien   | Fin de contrat     | Pau FC                      | National 1 (D3)                    |
| Kévin Afougou        | France              | Défenseur | Fin de contrat     | Joueur libre                | -                                  |
| Aaron Appindangoyé   | Gabon               | Défenseur |                    | Ümraniyespor SK             | TFF 1. Lig (D2)                    |
| Malik Couturier      | France              | Défenseur | Fin de contrat     | Retraite sportive           |                                    |
| Christopher Glombard | France              | Défenseur |                    | Joueur libre                | -                                  |
| Adrien-Mehdi Monfray | France              | Défenseur | Fin de contrat     | US Orléans LF               | Ligue 2 (D2)                       |
| Erwan Quintin        | France              | Défenseur |                    | Vannes OC                   | National 3 (D5)                    |
| Hassane Alla         | Maroc               | Milieu    | Fin de contrat     | US Boulogne CO              | National 1 (D3)                    |
| Mathieu Coutadeur    | France              | Milieu    | Rupture de contrat | AC Ajaccio                  | Ligue 2 (D2)                       |
| Modibo Dembélé       | Mali                | Milieu    | Rupture de contrat | Brescia Calcio              | Serie B (D2)                       |
| Chris Malonga        | République du Congo | Milieu    | Fin de contrat     | Joueur libre                | -                                  |
| Jordan Nkololo       | RD Congo            | Milieu    | Fin de prêt        | SM Caen                     | Ligue 1 (D1)                       |
| Sacha Petshi         | France              | Milieu    | Fin de contrat     | US Créteil-Lusitanos        | National 1 (D3)                    |
| Romain Bayard        | France              | Attaquant | Rupture de contrat | Tours FC                    | Ligue 2 (D2)                       |
| Mana Dembélé         | France              | Attaquant | Fin de prêt        | Le Havre AC                 | Ligue 2 (D2)                       |
| Seydou Koné          | Côte d'Ivoire       | Attaquant | Rupture de contrat | Joueur libre                | -                                  |
| Clarck N'Sikulu      | RD Congo            | Attaquant |                    | Platanias FC                | Superleague Elláda (D1)            |
| Dylan Saint-Louis    | France              | Attaquant | Fin de prêt        | AS Saint-Étienne            | Ligue 1 (D1)                       |
| Julien Viale         | France              | Attaquant | Fin de contrat     | Joueur libre                |                                    |
| Yoane Wissa          | France              | Attaquant | Fin de prêt        | Angers SCO                  | Ligue 1 (D1)                       |

| Nom      | Nationalité | Poste | Transfert | Provenance/Destination | Division |
| -------- | ----------- | ----- | --------- | ---------------------- | -------- |
| Arrivées |             |       |           |                        |          |
|          |             |       |           |                        |          |
| Départs  |             |       |           |                        |          |
|          |             |       |           |                        |          |

| Nom      | Nationalité | Poste | Transfert | Provenance/Destination | Division |
| -------- | ----------- | ----- | --------- | ---------------------- | -------- |
| Arrivées |             |       |           |                        |          |
|          |             |       |           |                        |          |
| Départs  |             |       |           |                        |          |
|          |             |       |           |                        |          |

## Matchs de la saison

### Matchs amicaux
| Date                     | Adversaire           | Division        | Lieu         | Score | Buteurs du club                             | Affluence |
| ------------------------ | -------------------- | --------------- | ------------ | ----- | ------------------------------------------- | --------- |
| Samedi 8 juillet 2017    | US Quevilly-Rouen    | National 1 (D3) | Gorron       | 1 - 1 | Mayela 47e                                  | ?         |
| Samedi 15 juillet 2017   | SO Cholet            | National 1 (D3) | Changé       | 1 - 1 | C. Pereira Lage 48e (pen.)                  | ?         |
| Mercredi 19 juillet 2017 | FC Fleury-Mérogis 91 | National 2 (D4) | Ploufragan   | 3 - 0 | Mayela 40e, Bojang 85e (pen.), Do Couto 88e | ?         |
| Samedi 22 juillet 2017   | Les Herbiers VF      | National 1 (D3) | Les Herbiers | 0 - 0 | -                                           | ?         |
| Mercredi 26 juillet 2017 | US Granville         | National 2 (D4) | Evron        | 2 - 2 | Etinof 4e, ¨Pierre 47e (csc)                | ?         |
| Samedi 29 juillet 2017   | AS Vitré             | National 2 (D4) | Laval        | 0 - 0 | -                                           | ?         |

### National 1
| Date                       | Journée | TV    | Adversaire           | Lieu | Score | Buteurs du club                     | Class. | Affluence |
| -------------------------- | ------- | ----- | -------------------- | ---- | ----- | ----------------------------------- | ------ | --------- |
| Vendredi 4 août 2017       | J01     | -     | US Concarneau        | Ext. | 0 - 1 | Mayela 47e                          | 6e     | 2.251     |
| Vendredi 11 août 2017      | J02     | -     | Entente SSG          | Dom. | 1 - 1 | Elton 77e                           | 6e     | 3.529     |
| Vendredi 18 août 2017      | J03     | -     | Rodez AF             | Ext. | 1 - 0 | -                                   | 9e     | 2.300     |
| Vendredi 25 août 2017      | J04     | -     | US Boulogne CO       | Dom. | 1 - 0 | Sarr 49e (pen.)                     | 7e     | 3.597     |
| Samedi 2 septembre 2017    | J05     | Foot+ | USL Dunkerque        | Ext. | 1 - 1 | Scaramozzino 23e                    | 7e     | 1.423     |
| Vendredi 8 septembre 2017  | J06     | -     | US Créteil-Lusitanos | Dom. | 2 - 0 | Lolohea 51e, Pandor 76e             | 4e     | 3.302     |
| Samedi 16 septembre 2017   | J07     | Foot+ | Red Star FC          | Ext. | 1 - 1 | Pandor 8e                           | 5e     | 2.524     |
| Vendredi 22 septembre 2017 | J08     | -     | Pau FC               | Dom. | 2 - 0 | Mayela 7e, Malaga 78e (csc)         | 4e     | 3.741     |
| Vendredi 29 septembre 2017 | J09     | -     | SO Cholet            | Ext. | 2 - 2 | Sarr 43e, Bosetti 65e               | 2e     | 1.300     |
| Samedi 14 octobre 2017     | J10     | Foot+ | GS Consolat          | Dom. | 1 - 1 | Bosetti 11e                         | 4e     | 4.475     |
| Vendredi 27 octobre 2017   | J11     | -     | US Avranches MSM     | Ext. | 2 - 1 | Mayela 13e                          | 5e     | 1.200     |
| Samedi 18 novembre 2017    | J12     |       | Exempt               | -    | -     | -                                   | 5e     | -         |
| Samedi 18 novembre 2017    | J13     | Foot+ | Grenoble Foot 38     | Ext. | 1 - 1 | Dabo 45e                            | 5e     | 4.662     |
| Vendredi 24 novembre 2017  | J14     | -     | AS Lyon-Duchère      | Ext. | 1 - 0 | -                                   | 7e     | 1.000     |
| Vendredi 8 décembre 2017   | J15     | -     | AS Béziers           | Dom. | 2 - 2 | Pandor 29e, Neyou 87e               | 9e     | 4.071     |
| Vendredi 15 décembre 2017  | J16     | -     | FC Chambly-Oise      | Ext. | 3 - 0 | -                                   | 10e    | 900       |
| Mercredi 20 décembre 2017  | J17     | -     | Les Herbiers VF      | Dom. | 1 - 1 | Etinof 1re                          | 9e     | 3.409     |
| Vendredi 12 janvier 2018   | J18     | -     | Entente SSG          | Ext. | 1 - 1 | Ndilu 71e                           | 10e    | 750       |
| Samedi 20 janvier 2018     | J19     | Foot+ | Rodez AF             | Dom. | 1 - 2 | Etshimi 37e                         | 11e    | 3.376     |
| Vendredi 2 février 2018    | J20     | -     | US Boulogne CO       | Ext. | 1 - 0 | -                                   | 13e    | 1.500     |
| Vendredi 9 février 2018    | J21     | -     | USL Dunkerque        | Dom. | 3 - 1 | Bosetti 72e (pen.) 76e, Dembélé 79e | 9e     | 3.299     |
| Vendredi 16 février 2018   | J22     | -     | US Créteil-Lusitanos | Ext. | 0 - 1 | Ndilu 90+2e                         | 6e     | 1.400     |
| Samedi 24 février 2018     | J23     | Foot+ | Red Star FC          | Dom. | 2 - 0 | Ba 70e, Mayela 87e                  | 5e     | 3.974     |
| Vendredi 2 mars 2018       | J24     | -     | Pau FC               | Ext. | 0 - 1 | Scaramozzino 83e                    | 3e     | 800       |
| Vendredi 9 mars 2018       | J25     | -     | SO Cholet            | Dom. | 2 - 0 | Bosetti 8e, Etshimi 62e             | 3e     | 4.076     |
| Samedi 17 mars 2018        | J26     | Foot+ | GS Consolat          | Ext. | 2 - 2 | Espinosa 56e, Etinof 77e            | 4e     | 500       |
| Vendredi 23 mars 2018      | J27     | -     | US Avranches MSM     | Dom. | 2 - 0 | Bosetti 41e 88e                     | 3e     | 4.522     |
| Vendredi 30 mars 2018      | J28     |       | Exempt               | -    | -     | -                                   | 5e     | -         |
| Samedi 7 avril 2018        | J29     | Foot+ | Grenoble Foot 38     | Dom. | 1 - 1 | Etshimi 23e                         | 5e     | 5.003     |
| Vendredi 13 avril 2018     | J30     | -     | AS Lyon-Duchère      | Dom. | 0 - 1 | -                                   | 5e     | 5.344     |
| Samedi 21 avril 2018       | J31     | Foot+ | AS Béziers           | Ext. | 5 - 1 | Ndilu 83e                           | 5e     | 2.050     |
| Vendredi 27 avril 2018     | J32     | -     | FC Chambly-Oise      | Dom. | 0 - 1 | -                                   | 5e     | 4.525     |
| Vendredi 4 mai 2018        | J33     | -     | Les Herbiers VF      | Ext. | 3 - 2 | Bosetti 47e 51e                     | 6e     | 4.500     |
| Vendredi 11 mai 2018       | J34     | -     | US Concarneau        | Dom. | 1 - 1 |                                     | 8e     |           |

| Rang | Équipe               | Pts  | J  | G  | N  | P  | Bp | Bc | Diff |
| ---- | -------------------- | ---- | -- | -- | -- | -- | -- | -- | ---- |
| 1    | Red Star FC R        | 56   | 32 | 15 | 11 | 6  | 41 | 25 | +16  |
| 2    | AS Béziers           | 52   | 32 | 13 | 13 | 6  | 41 | 29 | +12  |
| 3    | Grenoble Foot 38 P   | 51   | 32 | 13 | 12 | 7  | 33 | 23 | +10  |
| 4    | Rodez AF P           | 45   | 32 | 12 | 9  | 11 | 33 | 33 | 0    |
| 5    | US Avranches         | 43   | 32 | 11 | 10 | 11 | 39 | 42 | -3   |
| 6    | Lyon Duchère AS      | 42   | 32 | 10 | 12 | 10 | 30 | 33 | -3   |
| 7    | US Boulogne CO       | 42-1 | 32 | 10 | 13 | 9  | 36 | 34 | +2   |
| 8    | Stade lavallois R    | 42   | 32 | 10 | 12 | 10 | 37 | 36 | +1   |
| 9    | USL Dunkerque        | 41-3 | 32 | 11 | 11 | 10 | 39 | 39 | 0    |
| 10   | Pau FC               | 40   | 32 | 9  | 13 | 10 | 43 | 37 | +6   |
| 11   | Entente SSG P        | 40   | 32 | 8  | 16 | 8  | 41 | 46 | -5   |
| 12   | FC Chambly Oise      | 40   | 32 | 10 | 10 | 12 | 36 | 32 | +4   |
| 13   | US Concarneau        | 40   | 32 | 9  | 13 | 10 | 38 | 38 | 0    |
| 14   | SO Choletais P       | 39   | 32 | 10 | 9  | 13 | 49 | 53 | -4   |
| 15   | Les Herbiers VF      | 39   | 32 | 9  | 12 | 11 | 37 | 45 | -8   |
| 16   | Marseille Consolat   | 37   | 32 | 9  | 10 | 13 | 37 | 46 | -9   |
| 17   | US Créteil-Lusitanos | 26   | 32 | 6  | 8  | 18 | 29 | 48 | -19  |

Promotions et relégations
1. ↑  À la suite de sa défaite sur tapis vert face à l’US Créteil lors de la 13e journée (voir ci-dessous), l’US Boulogne a également été sanctionnée d'un retrait d’un point au classement, conformément au règlement.
2. ↑  En raison de problèmes administratifs et financiers, la DNCG a sanctionné l’USL Dunkerque d’un retrait de trois points (décision confirmée en appel le 9 janvier 2018)[2].

### Coupe de France
| Date                     | Tour    | Adversaire          | Niveau   | Lieu | Score | Buteurs du club                     | Affluence |
| ------------------------ | ------- | ------------------- | -------- | ---- | ----- | ----------------------------------- | --------- |
| Samedi 7 octobre 2017    | 5e tour | AS Villaret Le Mans | R2 (D7)  | Ext. | 0 - 2 | Bosetti 53e, Etinof 70e             | 1.200     |
| Dimanche 22 octobre 2017 | 6e tour | NDC Angers          | DRH (D8) | Ext. | 0 - 1 | Bosetti 27e                         | 1.500     |
| Samedi 11 novembre 2017  | 7e tour | Stade pontivyen     | R1 (D6)  | Ext. | 0 - 2 | Bosetti 11e, Pandor 83e, Sarr 90+1e | 1.850     |
| Samedi 2 décembre 2017   | 8e tour | Stade briochin      | N2 (D4)  | Ext. | 2 - 0 | -                                   | ?         |

### Coupe de la Ligue
| Date              | Tour     | Adversaire | Niveau       | Lieu | Score               | Buteurs du club | Affluence |
| ----------------- | -------- | ---------- | ------------ | ---- | ------------------- | --------------- | --------- |
| Mardi 8 août 2017 | 1er tour | FC Lorient | Ligue 2 (D2) | Dom. | 1 - 1 a.p., 3-4 tab | Elton 83e       | 3.481     |

## Statistiques

### Statistiques collectives
| Compétition       | Débute au tour | Termine  | Matches joués | Gagnés | Nuls | Perdus | Buts pour | Buts contre | Différence |
| ----------------- | -------------- | -------- | ------------- | ------ | ---- | ------ | --------- | ----------- | ---------- |
| National 1        | -              | En cours | 29            | 10     | 11   | 10     | 36        | 35          | +2         |
| Coupe de France   | 5e tour        | 8e tour  | 4             | 3      | 0    | 1      | 6         | 2           | +4         |
| Coupe de la Ligue | 1er tour       | 1er tour | 1             | 0      | 0    | 1      | 1         | 1           | +0         |
| Total             | -              | -        | 35            | 13     | 11   | 12     | 43        | 38          | +5         |

## Affluences
L'affluence à domicile du Stade lavallois atteint un total :
- de 60.243 spectateurs en 15 rencontres de National 1, soit une moyenne de 4.016/match,
- de 3.481 spectateurs en 1 rencontre de Coupe de la Ligue,
- de 63.724 spectateurs en 16 rencontres toutes compétitions confondues, soit une moyenne de 3.983/match.